# Werewolves Within
Werewolves Within est un jeu vidéo de société développé par Red Storm Entertainment, et édité par Ubisoft, qui est sorti en 2016 sur Windows et PlayStation 4. Le jeu est compatible avec les dispositifs de réalité virtuelle Oculus Rift et PlayStation VR.
Il est inspiré des jeux de société de type Werewolf.
Le jeu a été adapté en film sous le titre Loup-garous, réalisé par Josh Ruben avec Sam Richardson dans le rôle de Finn Wheeler

## Accueil
- Gameblog : 8/10[2]
- IGN : 6/10[3]
- Jeuxvideo.com : 16/20[4]